# Sometimes You Can’t Make It on Your Own
«Sometimes You Can’t Make It on Your Own» (с англ. — «Порой одному не справиться») — песня ирландской рок-группы U2, третий сингл из альбома How to Dismantle an Atomic Bomb. Тема песни была навеяна отношениями Боно с его умирающим отцом. Композиция принесла группе две премии «Грэмми» в номинациях: «Лучшее вокальное рок-исполнение дуэтом или группой» и «Песня года» на церемонии 2006 года. Песня получила лестные отзывы от критиков и дебютировала на первом месте британского чарта.

## История создания
Лирика была написана Боно как дань своему отцу, Бобу Хьюсону, который умер от рака в 2001 году; Боно спел песню на его похоронах. Музыкальное видео снятое для песни начинается словами Боно о своём отце: «Мне жаль, что я не узнал тебя лучше».

## Список композиций
| №  | Название                                                      | Текст песни | Музыка | Длительность |
| -- | ------------------------------------------------------------- | ----------- | ------ | ------------ |
| 1. | «Sometimes You Can't Make It on Your Own» (radio edit 96 BPM) | Боно        | U2     | 4:51         |
| 2. | «Fast Cars» (Jacknife Lee Mix)                                | Боно и Эдж  | U2     | 3:28         |

| №  | Название                                                      | Текст песни        | Музыка       | Длительность |
| -- | ------------------------------------------------------------- | ------------------ | ------------ | ------------ |
| 1. | «Sometimes You Can't Make It on Your Own» (radio edit 96 BPM) | Боно               | U2           | 4:51         |
| 2. | «Ave Maria» (Jacknife Lee Mix)                                | Боно (анг. лирика) | Франц Шуберт | 3:28         |
| 3. | «Vertigo» (Redanka Power Mix)                                 | Боно и Эдж         | U2           | 7:34         |

| №  | Название                                                      | Текст песни        | Музыка       | Длительность |
| -- | ------------------------------------------------------------- | ------------------ | ------------ | ------------ |
| 1. | «Sometimes You Can't Make It on Your Own» (radio edit 96 BPM) | Боно               | U2           | 4:51         |
| 2. | «Fast Cars» (Jacknife Lee Mix)                                | Боно и Эдж         | U2           | 3:28         |
| 3. | «Vertigo» (Trent Reznor ReMix)                                | Боно и Эдж         | U2           | 3:38         |
| 4. | «Vertigo» (Redanka Power Mix)                                 | Боно и Эдж         | U2           | 7:34         |
| 5. | «Ave Maria» (Jacknife Lee Mix)                                | Боно (анг. лирика) | Франц Шуберт | 3:35         |

| №  | Название                                                                                                | Длительность |
| -- | --- | ------------ |
| 1. | «Sometimes You Can't Make It on Your Own» (видео – концертное выступление в формате HQ, 16 ноября 2004) | 5:15         |
| 2. | «Vertigo» (видео)                                                                                       | 3:11         |
| 3. | «Sometimes You Can't Make It on Your Own» (альбомная версия)                                            | 5:05         |
| 4. | «Vertigo» (Trent Reznor mix)                                                                            | 3:38         |

### Хит-парады
| Хит-парад (2005)                         | Высшая позиция |
| ---------------------------------------- | -------------- |
| Австралия (ARIA)                         | 19             |
| Австрия (Ö3 Austria Top 40)              | 25             |
| Бельгия/Фландрия (Ultratop 50)           | 31             |
| Бельгия/Валлония (Ultratop 50)           | 32             |
| Canada (Nielsen SoundScan)               | 1              |
| Дания (Tracklisten)                      | 2              |
| Финляндия (Suomen virallinen lista)      | 11             |
| Франция (SNEP)                           | 60             |
| Германия (GfK)                           | 23             |
| Ireland (IRMA)                           | 3              |
| Италия (FIMI)                            | 2              |
| Нидерланды (Dutch Top 40)                | 4              |
| Новая Зеландия (Recorded Music NZ)       | 12             |
| Норвегия (VG-lista)                      | 6              |
| Испания (PROMUSICAE)                     | 1              |
| Швеция (Sverigetopplistan)               | 24             |
| Швейцария (Schweizer Hitparade)          | 39             |
| UK Singles (The Official Charts Company) | 1              |
| US Billboard Adult Top 40                | 15             |
| US Billboard Hot 100                     | 97             |
| US Billboard Modern Rock Tracks          | 29             |
| US Billboard Pop 100                     | 87             |

| Годовой чарт (2005)   | Позиция |
| --------------------- | ------- |
| Spanish Singles Chart | 10      |